# Tomáš Valečko
Tomáš Valečko (ur. 9 sierpnia 1985 w Nowej Wsi Spiskiej) – słowacki hokeista.

## Kariera
- HK Spišská Nová Ves (2002-2004)
- HK Poprad U20 (2004-2005)
- HK Poprad (2004-2007)
  -  MHk 32 Liptovský Mikuláš (2006)
- HK Spiska Nowa Wieś (2007-2008)
- HC 07 Prešov (2008)
- HK Spiska Nowa Wieś (2008)
- KH Sanok (2008-2009)
- HK Trebišov (2009)
- KH Sanok (2009-2010)
- HK Spiska Nowa Wieś (2010)
- HK Dukla Michalovce (2010-2011)
- Edinburgh Capitals (2011-2012)
- Hull Stingrays (2012)
- Slough Jets (2012-2013)
- Gorniak Rudnyj (2013)
- Polonia Bytom (2013-2014)
- Orlik Opole (2014-2015)
- Ferencvárosi TC (2015-2016)
- HC Prešov Penguins (2016-2017)
- HK Dukla Michalovce (2017-2019)
- Albatros de Brest (2019-2020)
- MHK Humenné (2020-2021)
- HK Trebišov (2021-)

Wychowanek i wieloletni zawodnik klubu HK Spiska Nowa Wieś (w pierwszej drużynie zadebiutował w wieku 17 lat w sezonie 2002/2003). Do października 2007 zawodnik HK Poprad. Dwukrotnie był zawodnikiem polskiego klubu KH Sanok. W 2011 wyjechał do Wielkiej Brytanii, wpierw w lipcu 2011 został zawodnikiem szkockiego klubu Edinburgh Capitals, występującym w brytyjskiej lidze Elite Ice Hockey League (EIHL). Następnie przeniósł się do angielskiej drużyny Hull Stingrays, w której rozpoczął sezon 2012/2013, lecz po 12 meczach w połowie października 2012 został zwolniony. Wówczas został zawodnikiem klubu Slough Jets z drugiej klasy rozgrywkowej w Wielkiej Brytanii – English Premier Ice Hockey League (EPIHL) i pozostał nim do stycznia 2013. W sierpniu 2013 został zawodnikiem kazachskiego klubu Gorniak Rudnyj (wraz z nim jego rodak, Jozef Mihálik). W klubie rozegrał 5 spotkań. Od listopada 2013 zawodnik Polonii Bytom. Odszedł z klubu w grudniu 2014. Od grudnia 2014 zawodnik Orlika Opole. Zawodnikiem Orlika był do 2015. Od września 2015 zawodnik węgierskiego klubu Ferencvárosi TC. Od lipca 2017 ponownie zawodnik Dukli Michalovce. W maju 2019 został zawodnikiem francuskiej drużyny Albatros de Brest w drugim poziomie rozgrywkowym. W połowie 2020 odszedł z klubu. We wrześniu 2020 został zawodnikiem MHK Humenné. Od sezonu 2021/2022 zawodnik HK Trebišov.

## Sukcesy
Klubowe
- Złoty medal 1. ligi słowackiej: 2018, 2019 z Duklą Michalovce

Indywidualne
- Polska Hokej Liga (2014/2015): czwarte miejsce w klasyfikacji strzelców wśród obrońców w sezonie zasadniczym: 8 goli